# Melanesobasis
Melanesobasis là một chi chuồn chuồn kim trong họ Coenagrionidae.

## Các loài
Melanesobasis có 8 loài:
- Melanesobasis annulata (Brauer, 1869)
- Melanesobasis bicellulare Donnelly, 1984
- Melanesobasis corniculata (Tillyard, 1924)
- Melanesobasis flavilabris (Selys, 1891)
- Melanesobasis macleani Donnelly, 1984
- Melanesobasis maculosa Donnelly, 1984
- Melanesobasis prolixa Donnelly, 1984
- Melanesobasis simmondsi (Tillyard, 1924)